# Andrea Senteler
Andrea Barbara Senteler (* 28. April 1977 in Davos) ist eine ehemalige Schweizer Skilangläuferin.

## Werdegang
Senteler, die für den SC Klosters startete, trat international erstmals im Februar 1994 im Continental-Cup in Kandersteg an und belegte dabei den 16. Platz über 5 km klassisch. Bei den Nordischen Junioren-Skiweltmeisterschaften 1995 in Gällivare errang sie den 42. Platz übr 15 km Freistil und bei den Nordischen Junioren-Skiweltmeisterschaften 1996 in Asiago den 27. Platz über 5 km klassisch sowie den 19. Rang über 15 km Freistil. In der Saison 1996/97 lief sie bei den Nordischen Junioren-Skiweltmeisterschaften 1997 in Canmore auf den 17. Platz über 15 km Freistil, auf den 14. Rang über 5 km klassisch sowie auf den neunten Platz mit der Staffel und bei den Schweizer Meisterschaften 1997 in Le Brassus auf den achten Platz in der Verfolgung. Zu Beginn der Saison 1997/98 startete sie in Beitostølen erstmals im Weltcup und errang dabei den 70. Platz über 5 km klassisch. Im weiteren Saisonverlauf kam sie bei allen Rennen bei den Schweizer Meisterschaften 1998 in Ulrichen unter die ersten Zehn, darunter die Silbermedaille mit der Staffel, und wurde daraufhin für die Olympischen Winterspiele 1998 in Nagano nominiert. Dort kam sie auf den 62. Platz über 5 km klassisch. In der folgenden Saison wurde sie Schweizer Meisterin über 30 km Freistil und erreichte in Engelberg mit dem neunten Platz im Sprint ihre beste Einzelplatzierung im Weltcup. Beim Saisonhöhepunkt, den nordischen Skiweltmeisterschaften 1999 in Ramsau am Dachstein, holte sie mit dem 30. Platz über 15 km Freistil und dem 25. Rang über 30 km klassisch ihre ersten Weltcuppunkte.
In der Saison 1999/2000 erreichte Senteler mit dem 62. Platz im Gesamtweltcup ihr bestes Gesamtergebnis und gewann bei den Schweizer Meisterschaften 2000 Silber über 15 km Freistil und Gold mit der Staffel. Bei den Schweizer Meisterschaften 2001 holte sie Bronze über 15 km klassisch, Silber über 30 km Freistil sowie jeweils Gold im Sprint und in der Doppelverfolgung und bei den Schweizer Meisterschaften 2002 jeweils Bronze im Sprint, in der Doppelverfolgung und über 15 km Freistil. Im Februar 2002 erreichte sie in Furtwangen mit dem zweiten Platz über 5 km klassisch ihre einzige Podestplatzierung im Continental-Cup. In der Saison 2002/03 kam sie dreimal in die Punkteränge und errang erneut den 62. Platz im Gesamtweltcup. Im Januar 2003 gewann sie bei den Schweizer Meisterschaften Silber in der Doppelverfolgung und Gold im Sprint. Bei den folgenden nordischen Skiweltmeisterschaften 2003 im Val di Fiemme belegte sie den 35. Platz im Sprint. Ihr letztes Weltcuprennen absolvierte sie im Februar 2003 in Asiago, welches sie auf dem 54. Platz über 5 km klassisch beendete.

## Erfolge

### Teilnahmen an Weltmeisterschaften und Olympischen Winterspielen

#### Olympische Winterspiele
- 1998 Nagano: 62. Platz 5 km klassisch

#### Nordische Skiweltmeisterschaften
- 1999 Ramsau am Dachstein: 25. Platz 30 km klassisch, 30. Platz 15 km Freistil, 40. Platz 10 km Verfolgung, 61. Platz 5 km klassisch
- 2003 Val di Fiemme: 35. Platz Sprint Freistil

### Weltcup-Gesamtplatzierungen
| Saison    | Gesamt | Gesamt | Langdistanz | Langdistanz | Sprint | Sprint |
| Saison    | Punkte | Platz  | Punkte      | Platz       | Punkte | Platz  |
| --------- | ------ | ------ | ----------- | ----------- | ------ | ------ |
| 1998/99   | 7      | 71.    | 7           | 48.         | 29     | 45.    |
| 1999/2000 | 18     | 62.    | -           | -           | 18     | 43.    |
| 2002/03   | 36     | 62.    | -           | -           | 36     | 39.    |